# Кевін Дзеролі
Кевін Дзеролі (11 січня 2005, Бусто Арсіціо) — італійський футболіст, що грає на позиції півзахисника клубу «Мілан».

## Клубна кар'єра
Дзеролі є вихованцем клубу свого дитинства «Мілан», до якого він приєднався у віці 5 років. Він підписав професійний контракт з «Міланом» у червні 2023 року до 2027 року. У сезоні 2023-24 був капітаном команди U19. Він дебютував в основній команді «Мілана», вийшовши на заміну в домашньому матчі Серії А проти «Сассуоло» 30 грудня 2023 року (1–0).

## Кар'єра у збірній
Дзеролі народився в Італії від батька-італійця та матері-нігерійки та має подвійне громадянство. Він є гравцем молодіжної збірної Італії, виступаючи за збірну Італії U19 у відбіркових матчах чемпіонату Європи 2024 року серед юнаків до 19 років у листопаді 2023 року.

## Стиль гри
Спочатку Дзеролі був центральним захисником, але зараз він є класичним півзахисником «вісімки», який може зіграти на позиції 2-го або 3-го півзахисника.. Він має міцну статуру при зрості 187 см і вміло грає головою.

## Особисте життя
Дзеролі — син батька-італійця і матері-нігерійки.
Старший брат Дзеролі, Браян Дзеролі, також є футболістом, який грав у молодіжних командах «Мілана».

## Титули
«Мілан»:
- Володар Суперкубка Італії (1): 2024